# Fish Camp (Kalifornija)
Fish Camp je naseljeno područje za statističke svrhe u američkoj saveznoj državi Kalifornija. Prema popisu stanovništva iz 2010. u njemu je živjelo 59 stanovnika.